# Cycloptiloides lobicauda
Cycloptiloides lobicauda är en insektsart som beskrevs av Sigfrid Ingrisch 2006. Cycloptiloides lobicauda ingår i släktet Cycloptiloides och familjen Mogoplistidae. Inga underarter finns listade i Catalogue of Life.